# سینمای فیلیپین

دالاگانگ بوکید ۱۹۱۹ ساخته ژوزه نپوموسنو. اولین فیلم تاریخ سینمای فیلیپین

سینمای فیلیپین (انگلیسی: Cinema of the Philippines) به تاریخ سینمای فیلیپین در زمان استعمار (اسپانیا و آمریکا)، تاریخ سینمای این کشور پس از استقلال، بدنه سینمایی، شرکت‌های فیلم‌سازی و جوایز سینمایی و نهادهای مرتبط با فرهنگ و سینمای آن اشاره دارد.
تاریخ سینمای فیلیپین بدون بررسی دوران استعمار این کشور قابل اعتنا نیست. فیلیپین از سدهٔ ۱۶ تا ۲۰ میلادی مستعمرهٔ اسپانیا و در نیمهٔ اول سدهٔ بیستم مستعمرهٔ آمریکا بود. این کشور در ۱۲ ژوئن ۱۹۴۶ از آمریکا استقلال یافت. با این حال طی استعمار بیش از ۳۳۰ ساله اسپانیا و سپس از زمان جنگ‌های آمریکا و اسپانیا در سال ۱۸۹۸ بر سر این جزایر و بعدتر جنگ‌های فیلیپین و آمریکا در سال ۱۸۹۹ تا ۱۹۰۲ و بعد از جنگ جهانی دوم، فرهنگ و هنر فیلیپین به عنوان یک کشور آسیایی شدیداً تحت تأثیر فرهنگ اروپایی و آمریکایی بود؛ و سینما نیز از این آسیب در امان نماند.
در این باره روزنامه‌نگار آلن رابلس اظهار داشته‌است: ایجاد فیلیپین توسط استعمارگران صورت گرفت، فرهنگ سیاسی آن را شکل داد و همچنان بر روی اندیشه آن‌ها تأثیر گذاشت. این کشور قریب به ۳۳۳ سال تحت سطله اسپانیا و نزدیک به ۵ دهه قاطعانه در زیر حاکمیت ایالات متحده آمریکا، فیلیپین شکل گرفت. تفکر، فرهنگ و روان‌شناسی ما درحالی‌که در واقع آسیایی بودیم عملاً غربی شد.

## پیشینه
در ۱ ژانویه ۱۸۹۷ در زمان استعمار اسپانیا بر فیلیپین، اولین نمایش فیلم در سالن دپر تیرا در مانیل انجام گردید. در ۱۸۹۸ اولین فیلم مستند خبری بسیار کوتاه از جغرافیای مانیل توسط فیلمساز اسپانیایی آنتونیو راموس با استفاده از دوربین فیلم‌برداری ساخت کارخانه برادران لومیر ساخته شد.
در بازه زمانی ۱۹۰۰ تا ۱۹۱۸ آنچه در فیلیپین توسط اسپانیایی‌ها و بعدتر آمریکایی‌ها ساخته شد همگی حال و هوای غربی داشتند نه آسیایی. در طی این سال‌ها تجار انگلیسی، اسپانیایی و آمریکایی چندین سالن سینما در مانیل ایجاد کردند و در اواسط دهه دوم سده ۲۰ عمدتاً فیلم‌های صامت سینمای آمریکا در این مکان‌ها اکران می‌شد. با این همه در سال ۱۹۱۹ ژوزه نپوموسنو با کارگردانی فیلم دالاگانگ بوکید اولین فیلم تاریخ سینمای فیلیپین را به ثبت رسانید. از این منظر وی پیشگام و پدر سینمای فیلیپین نامیده می‌شود.

## سینمای مدرن فیلیپین
از دهه ۷۰ بدین‌سو سینمای فیلیپین کم‌کم به سمت شکوفایی نسبی پیش رفت. لینو بروکا با کارگردانی فیلم مانیل در چنگ نور محصول ۱۹۷۵ نوید تولد یک کارگردان مؤلف را داد.
لاو دیاز دیگر کارگردان مؤلف فیلیپینی است. او را پدر ایدئولوژیک سینمای مدرن فیلیپین نامیده‌اند. فیلم‌های او حداقل زمانی بین ۴ تا ۸ ساعت دارد. انقلابیون شکست‌خورده، فیلم‌سازان، هنرمندان، روشنفکران، مجرمان و تبهکاران و اعضای فرقه‌های مذهبی و سیاسی؛ شخصیت‌های فیلم‌های دیاز را تشکیل می‌دهند. در واقع او تصویرگر آدم‌هایی بیگانه شده و خاموش و جامعه‌ای پسااستعماری است که هنوز زخم‌های دوران استعمار را با خود حمل می‌کند. نورته، پایان تاریخ محصول ۲۰۱۳ به کارگرانی او به عنوان نماینده سینمای فیلیپین برای حضور در هشتاد و هفتمین دوره جوایز اسکار معرفی شد اما به مرحله نهایی راه نیافت.
بریانته مندوزا نیز از فیلمسازانی است که در شکل‌گیری موج نوی سینمای فیلیپین نقش داشت. او در واقع به نوعی کشف جشنواره فیلم کن است. فیلم او با نام کیناتا در جشنواره فیلم کن ۲۰۰۹ برنده جایزه بهترین کارگردانی جشنواره کن شد. دیگر فیلم او رُزای من محصول ۲۰۱۶ در بخش اصلی جشنواره فیلم کن ۲۰۱۶ حضور داشت و جایزه بهترین بازیگر زن را برای ژاکلین خوزه به ارمغان آورد. ضمن اینکه رُزای من به عنوان نماینده سینمای فیلیپین به هشتاد و نهمین دوره جوایز اسکار معرفی شد اگرچه به مرحله اصلی نرسید. در زمینه پویانمایی نیز سینمای فیلیپین یک چهره بین‌المللی داشته‌است. رونی دل کارمن در کارگردانی انیمیشن‌های مشهوری مانند وال-ئی ۲۰۰۸ ، دانشگاه هیولاها ۲۰۱۳ و درون و بیرون ۲۰۱۵ همکاری داشته‌است.

## فیلم‌هایی که تمام یا بخشی از آن‌ها در فیلیپین فیلم‌برداری شدند

انتقام‌جویان: جنگ ابدیت ۲۰۱۸

متولد چهارم ژوئیه ۱۹۸۹ ساخته الیور استون

- برای قهرمانان خیلی دیر است (۱۹۷۰)
- تشنه خون (۱۹۷۱)
- آتلانتیس ۲ (۱۹۷۳)
- تشنج (۱۹۷۴)
- اینک آخرالزمان (۱۹۷۹)
- دست (۱۹۸۱)
- برادران (۱۹۸۲)
- یک افسر و یک جنتل‌من (۱۹۸۲)
- سال زندگی خطرناک (۱۹۸۲)
- اسم رمز: غازهای وحشی (۱۹۸۴)
- عملیات جنگی (۱۹۸۴)
- عملیات جنگی ۲: سرآغاز (۱۹۸۵)
- جوخه (۱۹۸۶)
- برادوک: عملیات جنگی ۳ (۱۹۸۸)
- متولد چهارم ژوئیه ۱۹۸۹ ساخته الیور استونمتولد چهارم ژوئیه (۱۹۸۹)
- روزهای وحشی بودن (۱۹۹۰)
- دی‌ان‌ای (۱۹۹۷)
- مظنون (۱۹۹۸)
- مرد روی ماه (۱۹۹۹)
- دورافتاده (۲۰۰۰)
- سیزده روز (۲۰۰۰)
- مردانی از بهشت (۲۰۰۱)
- مالیخولیا (۲۰۰۸)
- ماموت (۲۰۰۹)
- آمیگو (۲۰۱۰)
- قانون شجاعت (۲۰۱۲)
- میراث بورن (۲۰۱۲)
- ایملدا (۲۰۱۳)
- افراط آمریکایی (۲۰۱۵)
- سه ایکس ۳: بازگشت زندر کیج (۲۰۱۷)
- انتقام‌جویان: جنگ ابدیت (۲۰۱۸)
- حاشیه اقیانوس آرام (۲۰۱۸)

## جشنواره‌ها و جوایز سینمایی

تندیس جایزه لونا

سینمای فیلیپین دارای جوایز و جشنواره‌های سینمایی در خور توجهی است. جشنواره بین‌المللی فیلم سینه‌مانیلا (Cinemanila International Film Festival) یک جشنواره جهانی فیلم سالانه است که در مانیل، فیلیپین برگزار می‌شود. این جشنواره از سال ۱۹۹۹ آغاز شد و تمرکز آن بر سینمای فیلیپین و همچنین سینمای جنوب شرقی آسیا است.
جایزه گواد اوری‌ان (Gawad Urian Award) نام یک جایزه سینمایی در کشور فیلیپین است که از سال ۱۹۷۷ میلادی بنیان نهاده شد و از آن پس، به‌طور سالیانه برگزار شده‌است. برگزارکننده و متولی این جایزه سینمایی، «مانونوری نان فلیکولانگ فیلیپینو» (انجمن منتقدان فیلم فیلیپین) است و به‌نوعی، معادل فیلیپینی «جایزه حلقهٔ منتقدان فیلم نیویورک» در ایالات متحده آمریکا محسوب می‌شود. به لحاظ اهمیت و وزنِ هنری، این جایزه سینمایی، معتبرترین جایزهٔ فیلم در کشور فیلیپین است.
جایزه لونا (Luna Award) دیگر جایزه معتبر سینمایی در کشور فیلیپین است که توسط «فرهنگستان فیلم فیلیپین» به برترین‌های صنعت سینمای این کشور اعطا می‌شود و معادلِ فیلیپینیِ جایزه اسکار در ایالات متحده آمریکا است. اولین دوره اهدای این جایزه در سال ۱۹۸۳ میلادی در شهر «پاسای» انجام پذیرفت.
جایزه فاماس (FAMAS Award) با نام کامل جایزهٔ فرهنگستان علوم و هنرهای سینمایی فیلیپین (Filipino Academy of Movie Arts and Sciences Awards) نام جایزه‌ای سینمایی است که توسط «فرهنگستان علوم و هنرهای سینمایی فیلیپین» (مشتمل بر نویسندگان و روزنامه‌نگاران برجسته و معتبر سینمایی) به برگزیدگان سینمای فیلیپین اهدا می‌شود. این جایزه از سال ۱۹۵۲ تا ۱۹۸۲ میلادی و تا پیش از برپایی جایزه لونا (اسکار فیلیپینی) معتبرترین جایزهٔ سینمایی فیلیپین بود، اما از سال ۱۹۸۲ و با تأسیس «فرهنگستان فیلم فیلیپین» به‌دستور فردیناند مارکوس و ایجاد جایزه لونا توسط این فرهنگستان، اهمیت سابقش را از دست داد. با این حال، این جایزه در کنار جایزه لونا و گَواد اوری‌اَن، از مهمترین جوایز سینمایی کشور فیلیپین محسوب می‌شود.

## آمار و ارقام
در فیلیپین ۹۲۰ سالن سینمای فعال وجود دارد. تعداد فیلم تولید شده سالیانه در این کشور حدود ۶۰ فیلم بلند و مستند اعلام شده‌است. جمعیت سینماروی فیلیپین نیز سالیانه ۷۸ میلیون نفر برآورده شده‌است.